# Tschechoslowakische Revolutionsmedaille
Die Tschechoslowakische Revolutionsmedaille (cz. Československá revoluční medaile) wurde am 1. Dezember 1918 in Vertretung des Präsidenten vom Minister des Äußeren gestiftet. Die Medaille wurde dabei als Erinnerung an den revolutionären Kampf der Unabhängigkeit der Tschechoslowakei betrachtet und an all diejenigen verliehen, die diese Revolution aktiv oder passiv unterstützt hatten.

## Aussehen
Die bronzene Medaille besteht aus einem etwas über den Ring herausstehenden Kreuz, dessen Innenwinkel stark abgerundet sind. Sie zeigt auf ihrem Avers in der Mitte eine geflügelte Frau, die in ihren nach oben gestreckten Händen ein Schriftband mit der Aufschrift ZA SVOBODU (Für die Freiheit) emporhält. Zwischen ihren Beinen schlängeln sich Schlangen. Der umgebende Schriftring besteht in seinem unteren Teil aus einem Lorbeergeflecht und in seinem oberen Teil aus den Jahreszahlen 1914 und 1918, welche die Dauer des Ersten Weltkrieges widerspiegeln. Das Revers zeigt ein Pegasuspferd mit aufgesetztem Reiter, der in seiner rechten Hand eine wehende Fahne hält, die allerdings leer ist. Der Schriftring zeigt die Inschrift (von links unten nach rechts unten) SVOBODNÝ NÁRODE / VZHŮRU NA STRÁŽ.

## Trageweise
Getragen wurde das Kriegskreuz an einem kunstvoll verzierten querovalen Ring mit Lorbeerornamenten an der linken oberen Brustseite des Beliehenen an einem roten Bande, welches mittig durch einen weißen senkrechten Mittelstreifen mit blauen Saum durchzogen wird. Für das Band der Medaille sind mehrere Auflagespangen bekannt, die für den Einsatzraum (Ort der Schlacht bzw. Name der Einheit) des Beliehenen stehen. Bisher sind folgende Kampagnetypen bekannt:
- BACHMAČ (Russland)
- SIBIŘ (Russland)
- ZBOROV (Russland)
- ALSACE (Elsass in Frankreich)
- ARGONNE (Frankreich)
- PERONNE (Frankreich)
- DOSSALTO (Italien)
- PIAVE (Italien)
- ČD
- S (Serbien)
- LE (Fremdenlegion)

Daneben existieren noch zusätzliche Spangen mit den ehemaligen Regimentsnummern. Es sind folgende bekannt:
- 1 bis 12 (russische Regimenter)
- 21 bis 24 und 31–35 (französische Regimenter)
- 39 (italienisches Regiment)